# Мартинес, Роман Фернандо
Роман Фернандо Мартинес (исп. Román Fernando Martínez; 27 марта 1983 года, Морон) — аргентинский футболист, игравший на позиции полузащитника.

## Биография
Роман Мартинес начинал свою карьеру футболиста в аргентинском клубе «Депортиво Морон» из его родного города, выступавшем в Примере B, в 2000 году. В 2004 году он перешёл в клуб аргентинской Примеры «Арсенал» из Саранди. 31 октября 2004 года Мартинес дебютировал в главной аргентинской лиге, выйдя на замену во втором тайме гостевого поединка против «Лануса».
В 2006 году Мартинес был отдан в аренду клубу Примеры B Насьональ «Тигре», который вскоре вернулся в Примеру. 23 сентября 2007 года Мартинес забил свой первый гол на высшем уровне, открыв счёт в домашнем матче против «Ривер Плейта».
Летом 2008 года он подписал контракт с испанским клубом «Эспаньол». 13 декабря 2008 года Мартинес впервые забил в испанской Примере, открыв счёт в гостевом поединке с «Валенсией». Сезон 2009/10 он провёл в другом клубе испанской Примеры «Тенерифе» на правах аренды. Летом 2010 года Мартинес вернулся в Аргентину, в «Тигре». Спустя 2 года он перешёл в именитый аргентинский «Эстудиантес», а летом 2015 года — в «Ланус». В составе последнего Мартинес впервые в своей карьере стал чемпионом Аргентины в 2016 годы, будучи игроком основного состава.

## Достижения
«Ланус»
- Чемпион Аргентины (1): 2016